# Debugging

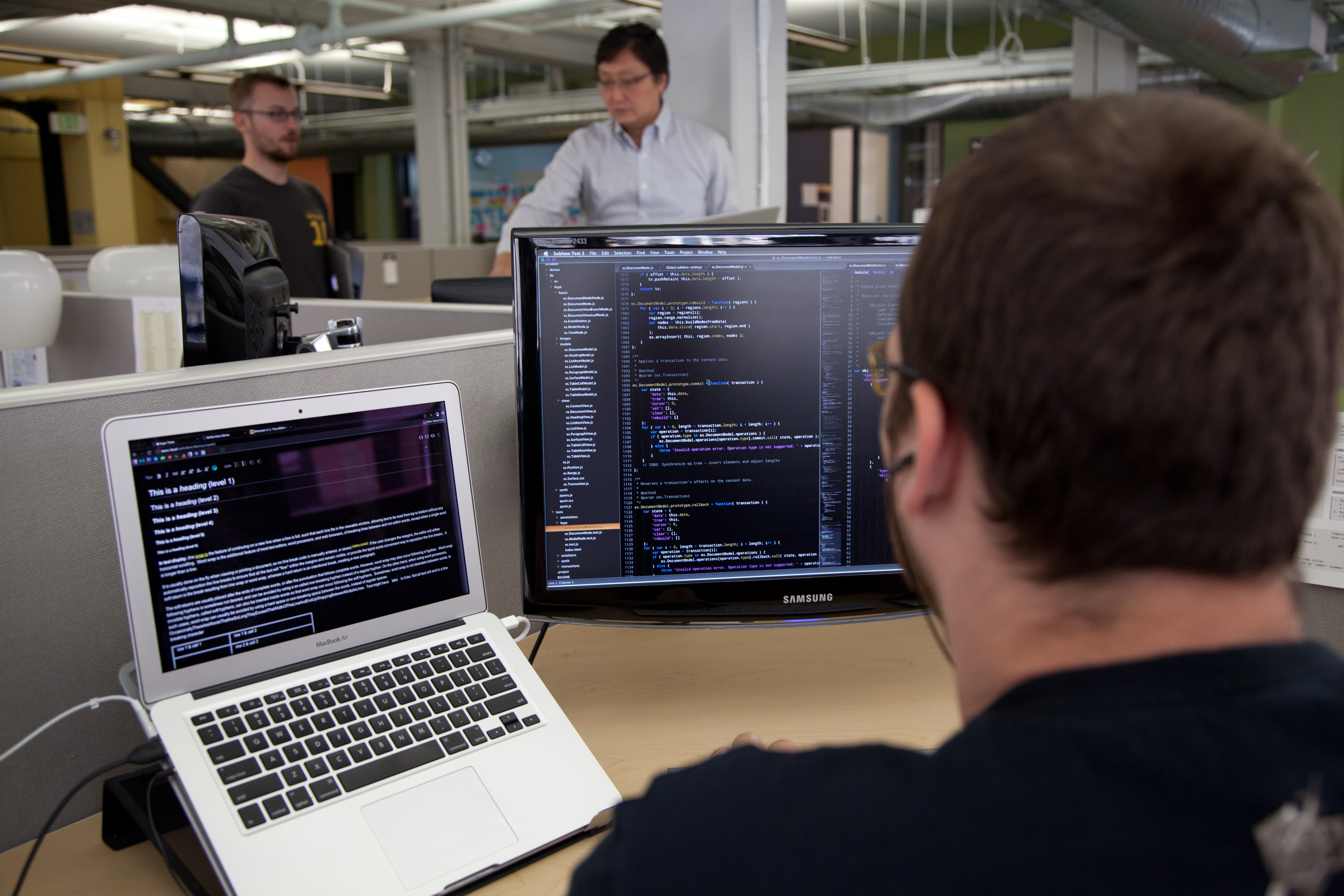
Uno sviluppatore software esegue un debugging

Il debugging (o semplicemente debug) o depurazione, in informatica, nell'ambito dello sviluppo software, indica l'attività che consiste nell'individuazione e correzione da parte del programmatore di uno o più errori (bug) rilevati nel software, direttamente in fase di programmazione oppure a seguito della fase di testing o dell'utilizzo finale del programma stesso.
L'attività di debug è una delle operazioni più importanti e difficili per la messa a punto di un programma, spesso estremamente complicata per la complessità dei software in uso e delicata per il pericolo di introdurre nuovi errori o comportamenti difformi da quelli desiderati nel tentativo di correggere quelli per cui si è svolta l'attività di debug.

## Operazioni di base
Sebbene ogni sessione di debug sia unica e costituisca una storia a sé, alcuni principi generici sono applicabili a tutte le sessioni di debug. In particolare, per il debug di applicazioni software, in genere si possono riconoscere cinque fasi nel debug:
- identificazione del bug
- individuazione del componente in cui è presente il bug
- individuazione della causa del bug
- progettazione di una correzione per il bug
- implementazione e testing della suddetta correzione

### Rilevazione dell'errore
Mentre gli errori di sintassi sono tipicamente evidenziati dall'IDE, alla fine della stesura del codice il programmatore opera una seconda fase di test valutando se l'output del programma è quello atteso compilando/interpretando ed eseguendo il codice. All'eventuale rilevazione dell'errore di semantica e di runtime segue la fase di debugging, ossia di individuazione della parte di software, a volte molto complesso, nella quale si annida l'errore. Spesso tale operazione viene svolta dal programmatore di pari passo con la stesura del codice stesso, testando continuamente il codice ed evitando così l'accumulo degli errori.
Questa attività è supportata da programmi specifici (debugger) messi a disposizione dall'IDE grazie anche all'uso di breakpoint su linee di codice e dai messaggi di standard error emessi nei file di log (es. rilevamento eccezioni nelle console dell'IDE), che indicano e mostrano allo sviluppatore l'esecuzione, istruzione per istruzione, del programma, permettendo nel contempo l'analisi dei dati trattati dal programma stesso. In assenza di tali strumenti per le attività di debugging, si ricorre alla più semplice, ma anche meno efficace tecnica di stampare a video o su file le istruzioni che il programma sta eseguendo, inserendo a tal scopo nel codice delle istruzioni di debug che evidenzino il punto di arrivo dell'esecuzione del programma fino all'errore. Sempre a questo scopo, il programmatore può, con l'ausilio dei commenti, far eseguire solo alcune parti del codice o al contrario non far eseguire particolari parti del codice, sospette di causare l'errore. Una volta individuato l'errore nel codice il programmatore corregge l'errore in maniera iterativa finché il programma non fa ciò che è desiderato.
Una terza fase di debug è quella che il programmatore deve risolvere quando il software prodotto è stato mandato in fase di testing o collaudo al rispettivo team ed è stato rimandato indietro con la lista dei difetti riscontrati; in genere in questi casi molto spesso sono presenti errori nella stesura o interpretazione delle specifiche rispetto a ciò che è realmente desiderato senza andare in errore.
Una quarta fase di debug può avvenire quando in fase di utilizzo del programma da parte dell'utente finale questi riscontra delle anomalie; in genere in questi casi si ingenera un errore con relativo messaggio che viene inviato tramite Internet alla casa produttrice del software che aggiornerà periodicamente con nuove release senza errori o aggiornamenti il prodotto (es. Microsoft Windows).

## Accorgimenti per accelerare il processo di debug

### Corretto atteggiamento mentale
È necessario fare autocritica, e accettare il fatto che il programma non si comporta come dovrebbe e che si è fatto un errore, cosa del tutto normale e frequente in fase di sviluppo; se tutto fosse stato previsto e non ci fossero errori, il programma funzionerebbe correttamente, ma spesso questo risultato non si ottiene quasi mai alla prima stesura del codice, ma solo per successive modifiche e correzioni. Tale atteggiamento mentale incrementa significativamente la possibilità di trovare e risolvere dei bug.

### Usare file di log
Oltre all'uso della console dell'IDE è opportuno creare uno o più file di log che può risultare molto utile per verificare se il programma funziona come previsto, e cosa succede prima, dopo e durante il verificarsi del malfunzionamento.

### Fare attenzione all'input fornito al programma
Tutti gli input forniti dall'utente devono essere validati prima sintatticamente e successivamente anche semanticamente dal programma prima di essere elaborati. Ciò migliora anche la sicurezza del programma.

### Memorizzare le tipologie di errori
Nel caso si siano già scritti dei programmi simili e ci si sia trovati a bug simili a quello attuale, è buona norma, sulla scorta dell'esperienza, cercare di ricordare l'errore commesso e la soluzione adottata.

## Accorgimenti per ridurre la necessità di debug

### Disegno del codice
Disegnare accuratamente le strutture dati e le funzioni nella programmazione strutturata e le classi in quella orientata agli oggetti è il sistema migliore per ridurre gli errori nel codice e nel facilitare l'individuazione dell'errore nel caso il programma non funzioni correttamente.

### Leggibilità del codice
L'utilizzo di convenzioni chiare per i nomi delle variabili, funzioni, classi, metodi e costanti, così come quello di nomi parlanti, ovvero che rendano chiaro l'utilizzo di una componente e, soprattutto, evitare di riutilizzare la stessa componente per scopi diversi, rende più chiaro e leggibile il codice anche a fronte di una ricerca di errori.

### Commenti
I commenti sono fondamentali, soprattutto se il codice viene scritto a più mani. In particolare, il commento deve dare un valore aggiunto all'istruzione. Ad esempio, se l'istruzione è
```
lordo = tara + netto ;
```

non ha senso scrivere un commento come
```
/* il peso lordo è uguale a quello netto più la tara */
```

perché si evince già dal nome delle variabili. Un commento come
```
/* "tara" è una costante definita nel file costanti.php */
```

è sicuramente molto più utile.